# Umbrina galapagorum
Umbrina galapagorum és una espècie de peix de la família dels esciènids i de l'ordre dels perciformes.

## Morfologia
- Els mascles poden assolir 45 cm de longitud total.[4][5]

## Hàbitat
És un peix marí, de clima tropical (0°-1°S) i bentopelàgic que viu fins als 18 m de fondària.

## Distribució geogràfica
Es troba al Pacífic sud-oriental: les Illes Galápagos.

## Observacions
És inofensiu per als humans.